# Ондавська нива
Ондавська нива (Ondavská niva) — водно-болотне угіддя в Словаччині; геоморфологічна підодиниця масиву Східнословацька низовина. Середні висоти — 130 метрів. Місце розташування — Пряшівський край.